# Acer japonicum
Acer japonicum, el arce afelpado japonés o arce "luna llena" (en japonés, ハウチワカエデ hauchiwakaede), es una especie botánica de arce, originaria de Japón, en Honshū, Hokkaidō, Kyūshū (Prefectura de Nagasaki), y también Corea del Sur.

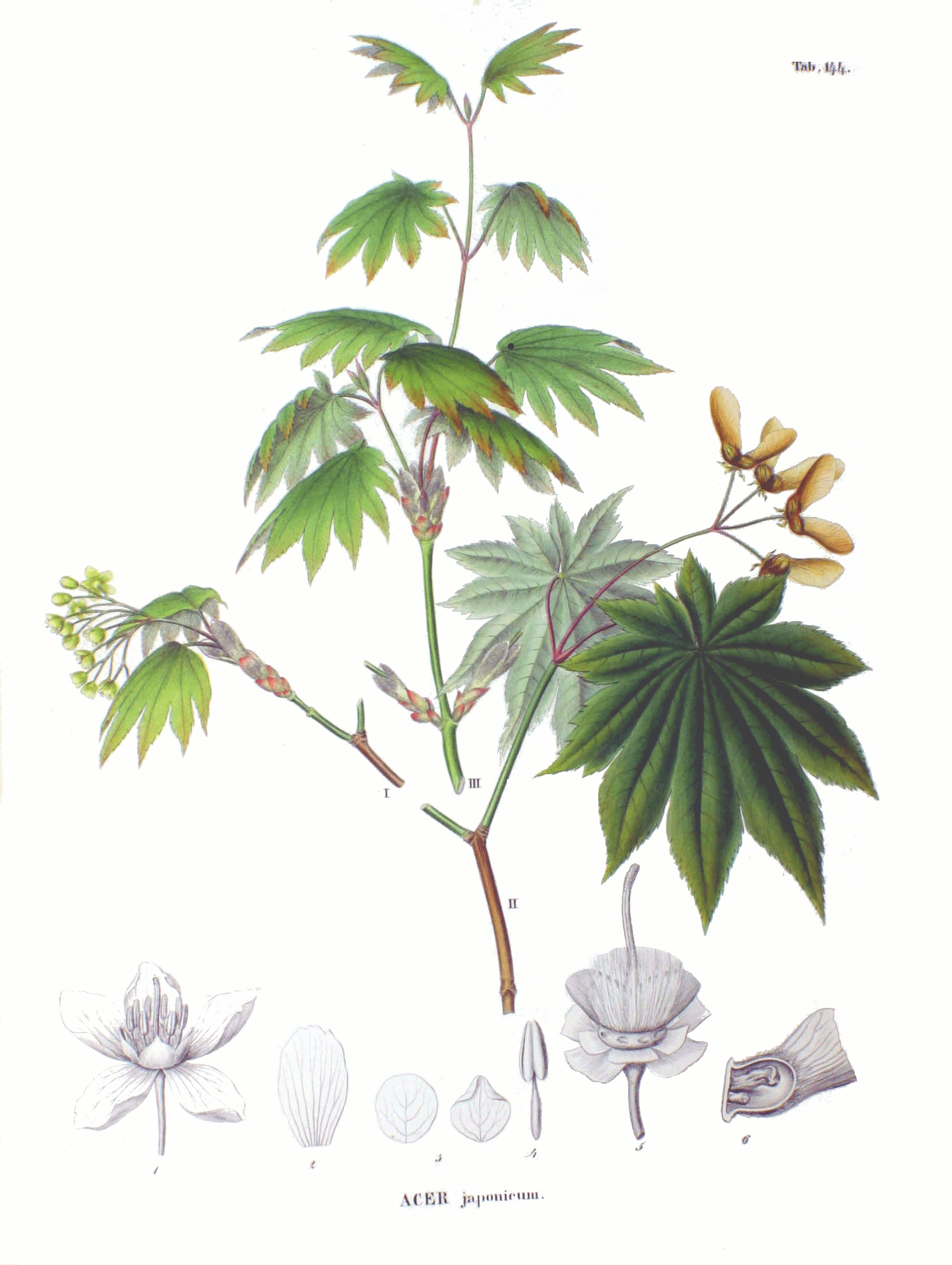
Ilustración.

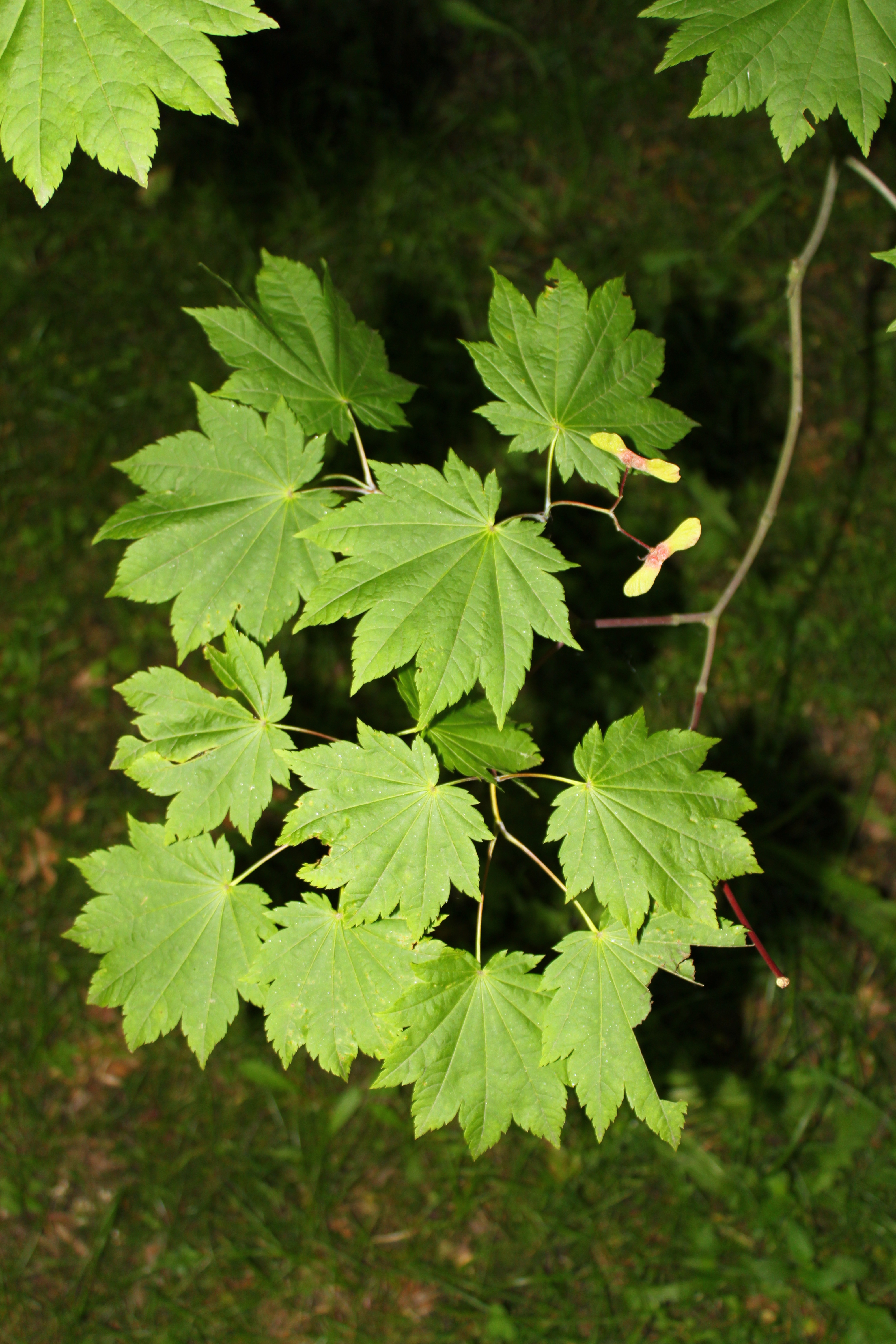
Detalle de las hojas.

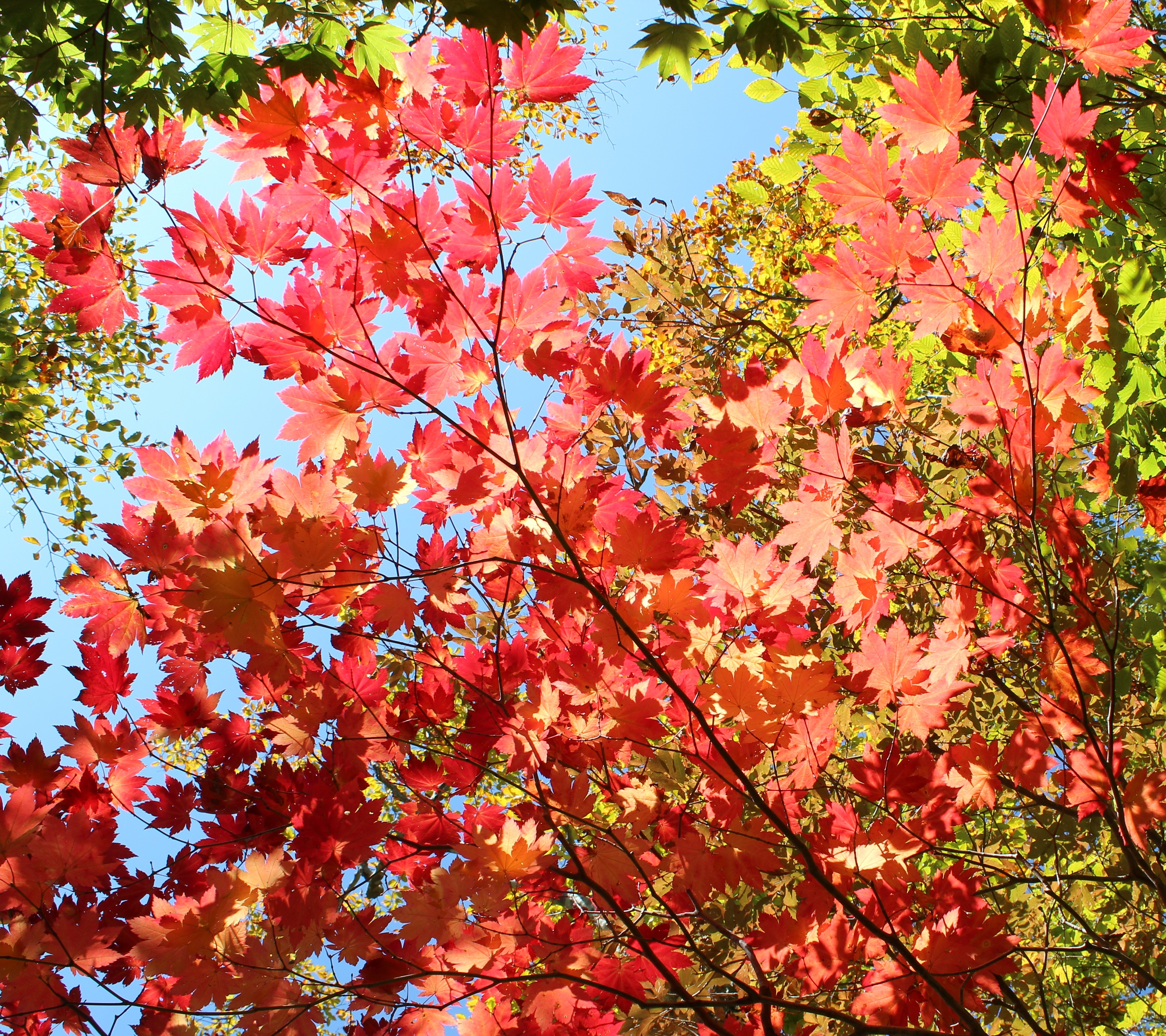
Hojas en otoño.

## Descripción
Es un pequeño árbol caducifolio que crece hasta 5–10 m (raramente 15 m) de alto, con un tronco hasta 40 cm de diámetro. La corteza es suave en los árboles jóvenes, haciéndose rugosa y escamosa en los árboles viejos. Las ramas son delgadas, con vellos blancuzcos. Las hojas son redondeadas, de 7-15 cm de diámetro con 9–13 (raramente 7) lóbulos cerrados incisos a la mitad o menos del diámetro de la hoja. En otoño, las hojas se vuelven de un brillante color naranja a rojo oscuro. Las flores son de 1 cm de diámetro, rojo púrpura oscuro con cinco sépalos y pétalos; se producen 10–15 juntos en corimbos colgantes a principios de la primavera conforme las hojas empiezan a abrirse. El fruto es una sámara por pares con las nuececillas de 7 mm de diámetro con un ala de 20–25 mm, que cuelgan por debajo de las hojas.
La especie, está estrechamente relacionada con Acer shirasawanum (japonés, オオイタヤメイゲツ ooitayameigetsu) del Japón meridional a veces se incluye como una subespecie de A. japonicum. Es distinta en sus brotes sin vello, y usualmente sus hojas son más pequeñas. Otra especie relacionada, Acer sieboldianum (japonés: コハウチワカエデ kohauchiwakaede), se distingue mejor por sus flores amarillas, no rojas, y una corteza suave incluso en los árboles viejos. Se distingue más fácilmente del Acer palmatum, pues tal especie raramente tiene hojas con más de siete lóbulos.

## Taxonomía
Acer japonicum fue descrita por Carl Peter Thunberg y publicado en Systemat Vegetabilium. Editio decima quarta 14: 911, en el año 1784.
Etimología
Acer: nombre genérico que procede del latín ǎcěr, -ĕris = (afilado), referido a las puntas características de las hojas o a la dureza de la madera que, supuestamente, se utilizaría para fabricar lanzas. Ya citado en, entre otros, Plinio el Viejo, 16, XXVI/XXVII, refiriéndose a unas cuantas especies de Arce.
japonicum: epíteto geográfico que alude a su localización en Japón.
Sinonimia
- Acer circumlobatum Maxim.
- Acer circumlobatum var. heyhachii (Matsum.) Makino
- Acer circumlobatum var. insulare Pax
- Acer circumlobatum f. insulare (Pax) Schwer.
- Acer heyhachii Matsum. ex Makino
- Acer japonicum f. aconitifolium (Meehan) Rehder
- Acer japonicum var. aconitifolium Meehan
- Acer japonicum var. circumlobatum (Maxim.) Koidz.
- Acer japonicum var. insulare (Pax) Ohwi
- Acer japonicum var. kobakoense (Nakai) H.Hara
- Acer japonicum f. macrophyllum Schwer.
- Acer japonicum var. microphyllum Koidz.
- Acer japonicum f. parsonsii Schwer.
- Acer japonicum var. stenolobum H.Hara
- Acer japonicum var. villosum Koidz.
- Acer kobakoense Nakai
- Acer monocarpon Nakai
- Acer nudicarpum (Nakai) Nakai[10]